# 澁谷善ヘイゼル
澁谷 善ヘイゼル（しぶや ぜんヘイゼル、1998年7月26日 - ）は、日本テレビのアナウンサー。

## 経歴・人物
明治大学付属中野八王子中学高等学校、明治大学国際日本学部国際日本学科卒業後、2021年日本テレビ入社。同期は小髙茉緒、黒田みゆ。
ヘイゼルはイギリス人である父のファミリーネームで、母親は日本人。英語の不得手を克服するため、大学2年時にノルウェーへ半年間留学した。2020年からファウストボールをたしなみ、日本代表入りを目指している。

## 出演番組
太字は出演中。
- Oha!4 NEWS LIVE - キャスター
  - 月・火曜担当（2021年10月4日 - 2022年3月29日）
  - 月曜担当（2022年4月4日 - 2023年3月27日）
  - 田辺大智の代理（2022年12月8日・22日）
  - ラルフ鈴木の代理（2025年1月6日）
- ZIP!（2022年2月24日・25日・11月25日）- 大町怜央の代理
- バゲット（2022年4月14日 - 2023年3月30日）- 火曜VTR企画レギュラー、隔週木曜中継キャスター
- news every. - スポーツキャスター
  - 伊藤大海の代理（2022年7月28日・29日）[5]
  - 伊藤遼の代理（2022年9月19日 - 21日・12月12日）
  - 月 - 水曜担当（2023年4月3日 - 2024年3月20日）
  - 忽滑谷こころの代理（2023年5月18日・19日・11月16日・17日、2024年1月11日）
- Going!Sports&News（2023年9月24日・10月8日、2024年1月14日・9月15日）- 大町怜央の代理
- DayDay. - 「BUZZ today」担当
  - 木・金曜担当（2024年4月4日 - 2025年3月）
  - 月・火曜担当（2025年4月 - ）
  - 田辺大智の代理（2024年7月22日 - 24日・30日・31日・8月5日 - 7日）
- スポーツ中継
- 日テレNEWS24